# John Hannah (giocatore di football americano)
John Allen Hannah, detto Hawg (Canton, 4 aprile 1951), è stato un giocatore di football americano, di nazionalità statunitense, che ha gioca nel ruolo di guardia sinistra per l'intera carriera con i New England Patriots della National Football League (NFL). Hannah è stato inserito nella Pro Football Hall of Fame nel 1991. Nella copertina del numero del 23 agosto 1981, Sports Illustrated lo definì "il miglior uomo della linea offensiva di tutti i tempi".

## Carriera professionistica

### New England Patriots
Hannah si unì ai Patriots nel 1973 dopo essere stato scelto come quarto assoluto nel draft e trascorse la sua intera carriera professionistica nel New England. Mentre era considerato in un certo qual modo basso per gli standard della NFL, Hannah compensava con la sua velocità e rapidità e per le sue gambe potenti. Hannah eccelleva nelle protezioni sui passaggi e come bloccatore nelle corse. Il livello di impegno di Hannah era molto altro e lo stesso si aspettava dai suoi compagni di squadra, giungendo talvolta ad esplodere di rabbia quando pensava che questi non stessero dando il massimo. Hannah giocò come titolare le prime 13 partite della sua stagione da rookie nel 1973 finché un infortunio alla gamba gli fece saltare l'ultima gara della stagione. Insieme al tackle Leon Gray, i due formarono la coppia guardia/tackle considerata generalmente la migliore della lega dalla seconda metà degli anni 70. Gray e Hannah, insieme al tight end Russ Francis formarono uno dei trio più potenti della lega. Hannah guidò l'offensive line del 1978 a stabilire un record NFL ancora attivo con 3.165 yard corse Hannah saltò solo 5 gare delle 191 disponibili della carriera a causa di infortuni. Inoltre lui e Gray saltarono tre gare della stagione 1977 a causa di una disputa contrattuale. I suoi Patriots terminarono con un record vincente sette volte ed ebbe solamente tre stagioni col bilancio in negativo durante le tredici stagioni della carriera di Hannah. Nel 1985, Hannah contribuì alla prima vittoria del titolo dell'AFC e alla prima apparizione al Super Bowl della squadra. Dopo la sconfitta nel Super Bowl XX contro i Chicago Bears si ritirò.
Hannah fu inserito dieci volte nella formazione ideale della stagione All-Pro (1976–1985) e 11 volte in quella ideale dell'AFC (1974, 1976–1985). Fu inoltre selezionato per 9 Pro Bowl. John fu anche uno dei pochi giocatori (tra cui Walter Payton ad essere inserito sia nella formazione ideale della NFL degli anni 1970 che in quella degli anni 80). Hannah fu inoltre votato nella formazione ideale dei primi 75 anni della NFL.
Nel 1991, egli divenne il primo giocatore dei Patriots ad essere indotto nella Pro Football Hall of Fame. Lui e Andre Tippett sono gli unici membri della Hall of Fame ad aver trascorso l'intera carriera con i Patriots. Nel 1999, Hannah fu classificato al numero 20 da The Sporting News nella lista dei 100 migliori giocatori di tutti i tempi, il Patriot classificato più in alto, la guardia più in alto e il secondo uomo della linea offensiva dietro Anthony Muñoz.

## Palmarès
- Convocazioni al Pro Bowl: 9

1976, 1978, 1979, 1980, 1981, 1982, 1983, 1984, 1985
- All-Pro: 10

1976, 1977, 1978, 1979, 1980, 1981, 1982, 1983, 1984, 1985
- Offensive Lineman dell'anno: 1

1984
- Formazione ideale del 75º anniversario della NFL

- Formazione ideale della NFL degli anni 1970
- Formazione ideale della NFL degli anni 1980
- Numero 73 ritirato dai Patriots
- Formazione ideale del 50º anniversario dei Patriots
- Formazione ideale del 100º anniversario della National Football League
- Pro Football Hall of Fame (classe del 1991)
- Classificato al #24 tra i migliori cento giocatori di tutti i tempi da NFL.com